# Trzeboch
Trzeboch – jezioro w województwie lubuskim, w powiecie świebodzińskim, w gminie Skąpe, na Pojezierzu Łagowskim, w pobliżu wsi Łąkie.

## Hydronimia
Jezioro pojawia się w źródłach w 1739 roku, początkowo jako Trebach, a następnie Trebach See (1809), Lankener See (1913), Lankener See Trebock (1944). 3 listopada 1950 roku wprowadzono nazwę Trzeboch. Obecnie państwowy rejestr nazw geograficznych jako nazwę jeziora również podaje Trzeboch, podając jednocześnie nazwę oboczną Łąkie.

## Morfometria
Według danych Instytutu Rybactwa Śródlądowego powierzchnia zwierciadła wody jeziora wynosi 21,2 ha. Średnia głębokość zbiornika wodnego to 4,2 m, a maksymalna – 9,3 m. Lustro wody znajduje się na wysokości 67,5 m n.p.m. Objętość jeziora wynosi 890,4 tys. m³. Natomiast A. Choiński określił poprzez planimetrowanie na mapach 1:50 000 wielkość jeziora na 20,5 ha. Maksymalna długość jeziora to 1110 m, a szerokość 230 m. Długość linii brzegowej wynosi 2600 m.
Według Mapy Podziału Hydrograficznego Polski jezioro leży na terenie zlewni szóstego poziomu Świebodka od jez. Niedźwiedno do Lisicy (l). Identyfikator MPHP to 158525. Zlewnia bezpośrednia jeziora jest niewielka i wynosi 0,7 km².

## Zagospodarowanie
Gospodarkę rybacką na jeziorze prowadzi państwowe Gospodarstwo Rybackie w Zbąszyniu. Jezioro według typologii rybackiej zalicza się do jezior sandaczowych.
Jezioro pełni również funkcje rekreacyjne, w 2008 roku władze gminne oddały do użytku zrewitalizowaną plażę wraz z boiskiem do gry w piłkę siatkową w miejscowości Łąkie.

## Czystość wód i ochrona środowiska
Jezioro znajduje się na obszarze chronionego krajobrazu o nazwie Rynna „Ołoboku i Paklicy”. Głównym założeniem ochronnym tej strefy jest ochrona naturalnego korytarza ekologicznego wzdłuż wspomnianej rynny polodowcowej. Jezioro Trzeboch jest objęte strefą ciszy.
Jezioro Trzeboch charakteryzuje się III kategorią odporności na wpływ zanieczyszczeń antropogenicznych. Podczas badań w 1993 roku wody jeziora zostały sklasyfikowane w III klasie czystości. Podczas badań stwierdzono przekroczenie dopuszczalnego stężenia azotu, fosforu i chlorofilu, całkowicie odtleniony był hypolimnion. Wody jeziora charakteryzowały się również bardzo wysoką zawartością soli mineralnych. Podczas badania przeźroczystość wód jeziora wynosiła 1,2 metra.